# Řehoř Krajčí
Řehoř Krajčí (auch Bratr Řehoř; Bruder Gregor; * unbekannt; † 12. August 1474 in Brandeis an der Adler) war ein böhmischer Reformator und einer der Begründer der Unität der Böhmischen Brüder.

## Leben
Sein Vater war ein Nachkomme eines verarmten Landadligen, seine Mutter die Schwester des Erzbischofs Jan Rokycana. Řehoř war von 1448 bis 1458 Klosterverwalter in Sloben, ohne dass er die Priesterweihe empfing. Er war ein begeisterter Zuhörer und Anhänger seines Onkels. Ihm und seinem Onkel waren manche Auswüchse der Hussitenbewegung suspekt, aber auch das Vorgehen der katholischen Kirche fand nicht seine Zustimmung. Er fühlte sich eher von den Gedanken des Petr Chelčický angezogen und verbreitete dessen niedergeschriebene Gedanken. Der Erzbischof, der diese Ansichten respektierte, sandte Řehoř Ende der 1440er Jahre zum Gelehrten nach Chelčice. Řehoř führte eine Gruppe von Gläubigen an, deren Wunsch es war, abseits der „Städte, die von der Ordnung des Antichristen beherrscht werden“, ein vorbildliches Dorf der wahren Gläubigen zu gründen.
1457 erhielten die Böhmischen Brüder vom Erzbischof Jan Rokycana die Erlaubnis, sich auf den Ländereien der Herrschaft Lititz in Kunwald im Adlergebirge niederzulassen. Es wurde eine „Einheit der Brüder und Schwestern“ gegründet, die nach den Idealen der biblischen und hussitischen Gleichheitsregeln lebten. Im Laufe der Zeit wurden weitere Gemeinden gegründet, zu deren Sprecher Řehoř berufen wurde. Řehoř hielt sich jedoch nicht auf Dauer in seiner Gemeinde auf. Er reiste durch die Lande, versuchte neue Anhänger zu gewinnen und verlorene Mitglieder zurückzugewinnen.
Neben seiner Tätigkeit als Prediger fing Řehoř an zu publizieren. Sein Schwerpunkt war dabei die literarische Polemik. Er lehnte inzwischen einige Gedanken Chelčickys ab, durch weltliche Macht andere auszubeuten. Er stellte die eigene Armut und Frömmigkeit als Ideal dar. Der Lebensunterhalt sollte durch eigene Arbeit aufgebracht werden, und man sollte aus der realen Welt entfliehen und sich immer wieder der religiösen Beschaulichkeit zuwenden.
Mit seiner Lehre schuf er sich viele Feinde, darunter auch seine Förderer: den Erzbischof und den König Georg von Podiebrad. Sein Onkel erkannte, dass diese abgespaltene Gruppe gegen die Richtlinien des Glaubens der Kelchbrüder verstieß und zu einer Gefahr werden könnte. Bereits in der ersten Persekution wurde er gefangen genommen, verhört und von 1461 bis 1463 eingesperrt. Er entging, vermutlich durch Fürsprache seines Bruders, Folterungen und langer Haft. Er musste sich lediglich verpflichten, die Herrschaft des Königs und der Kirche anzuerkennen. Nach seiner Entlassung wurde er von seinen Anhängern versteckt und musste immer wieder umziehen.
Von Prag zog er nach Nordwestböhmen, wurde in Teplitz ein zweiter Mal verhaftet, bald jedoch wieder entlassen. Er musste lediglich versprechen, die an Anordnungen seines Onkels zu halten.
Die Jahre 1461 bis 1467 waren durch innere Machtkämpfe der Brüder gekennzeichnet. Es ging vor allem darum, die Verhältnisse innerhalb der Unität zu klären wie auch die Stellung zur Kirche überhaupt. Řehoř gehörte dabei dem Flügel an, der die Ansicht vertrat, sich von beiden Richtungen, sowohl von der Herrschaft des Papstes als auch von der Bewegung der Hussiten, zu trennen.
Seine Gedanken breiteten sich jedoch immer weiter aus. Nachdem die von ihm aufgestellten Regeln in der Strenge abgeschwächt wurden (vor allem auch bei Eigentumsfragen), fanden sich immer mehr Anhänger auch unter den Bürgern der Städte und später auch beim Hochadel. Man gewann eine positive Einstellung zur Bildung, zur böhmischen Sprache und ihrer Geschichte, so dass sich ein Patriotismus entwickelte. 1467 gelang es ihm schließlich, einen eigenen Priesterorden ins Leben zu rufen, dessen erster höchster Vertreter Bruder Matthias von Kunwald (Matěj z Kunvaldu) wurde.
Der führende Kopf blieb jedoch Řehoř, der nun auch gegen seinen Onkel auftrat, der wiederum sich von der Brüderunität lossagte. Er beschuldigte sie der unrechtmäßigen Ausübung eines eigenen Ordens. Die Brüder wurden verfolgt, Řehoř bei Anhängern weiter versteckt. Ruhiger wurde es schließlich unter der Herrschaft des Königs Vladislav. Řehoř hielt sich zu dieser Zeit in Brandeis an der Adler auf, wo er schließlich auch starb. Sein Grab befindet sich auf dem Felsenfriedhof Orlík gegenüber der Burg Brandeis.

## Literarisches Werk
Řehoř schrieb einige religiöse Aufsätze und Bittbriefe religiösen Charakters an Beamte des Königs und der Kirche. Daneben auch einige Traktate, z. B.
- Spis o dobrých a zlých knězích (Über gute und böse Priester)
- Traktát o církvi svaté (Traktat über die heilige Kirche)
- O dvojím díle

Er gilt unter Gelehrten auch als Verfasser des Werks „Schrift über den engen Weg“. Die Gedanken, die Řehoř niederschrieb, sind meist die des Peter Chelčický. Mit dem Unterschied, dass Řehoř die theoretischen Überlegungen Chelčickýs in die Tat umsetzte.

## Auswirkungen
Řehoř kann man durch sein Tun und Wirken zum Gründer und ersten Organisator der Unität der Böhmischen Brüder bezeichnen. Er gab der Bewegung die monarchistische Organisation, die von einem einzigen Verwalter gesteuert wurde. Die Einheit wurde durch strenge Disziplin beherrscht, aus der jedes unwürdige Mitglied sofort ausgeschlossen wurde.
Nach dem Beispiel Christi schuf er ein Ideal eines Christen, nach dessen Vorbild die Anhänger leben sollten. Ein sittliches Leben und Handlungen waren dabei wichtiger als religiöse Taten und theoretische Glaubensbekenntnisse. Er war nicht gegen den Glauben und auch nicht gegen Dogmen, betrachtete jedoch Glauben ohne Taten als Tod. Ein wahrer Christ sollte sich selbst beherrschen, das Unrecht ertragen. Er sollte sich nicht in weltliche Macht einbringen, wenn diese auf Gewalt beruhte. Er sollte keine richterlichen Aufgaben übernehmen, er sollte nicht mit Waren handeln und erst recht keinen militärischen Dienst leisten.
Bald nach seinem Tod wuchs in der Unität Widerstand gegen seine Lehre und Grundsätze. Schließlich wurde in der Reichenauer Versammlung von 1495 beschlossen, dass die Gedanken Řehořs und Chelčickýs für die Brüder-Unität nicht bindend sind. Die Lehre von Řehoř wurde als unmäßig und exzessiv bezeichnet. Allerdings gab es einen kleinen Flügel, der sich von der Unität trennte und die ursprüngliche Lehre eine Zeitlang weiter vertrat.